# Jerzy Adrian Lis
Jerzy Adrian Lis (ur. 8 kwietnia 1960 w Katowicach) – polski biolog, specjalizujący się w entomologii, zoologii, nauczyciel akademicki związany z Uniwersytetem Opolskim.

## Życiorys
Urodził się w 1960 roku w Katowicach, w rodzinie robotniczej, gdzie ukończył szkołę podstawową, a następnie średnią. Po pomyślnie zdanym egzaminie maturalnym rozpoczął w 1979 roku studia biologiczne na Wydziale Biologii i Ochrony Środowiska Uniwersytetu Śląskiego. Należał do wyróżniających się studentów. Działał w Kole Naukowym Biologów oraz brał udział w śląskiej wyprawie entomologicznej w delcie Dunaju. W 1984 roku obroni pracę magisterską pt. Tarczówkowate lasów murckowskich na tle pentatomidofauny Wyżyny Śląskiej, napisaną pod kierunkiem prof. Sędzimira Klimaszewskiego. 
Po ukończeniu studiów rozpoczął pracę w Pracowni Entomologii Instytutu Badawczego Leśnictwa w Katowicach. Pięć lat później uzyskał stopień naukowy doktora na podstawie pracy nt. Wpływ zanieczyszczeń przemysłowych na zgrupowania pluskwiaków różnoskrzydłych. Praca ta została wyróżniona przez Królewskie Towarzystwo Entomologiczne w Londynie. W 1990 roku został zatrudniony w Dziale Przyrody Muzeum Górnośląskiego w Bytomiu. W tym czasie związał się także mocno z wrocławskim środowiskiem zoologicznym, w tym z prof. Lechem Borowcem z Uniwersytetu Wrocławskiego. W 1991 roku otrzymał dwuletenie stypendium naukowe Fundacji Aleksandra von Humboldta w Bonn. Potem prowadził badania w Instytucie Zoologii Uniwersytetu w Hamburgu. Ponadto pracował w laboratoriach w: Amsterdamie, Lejdzie, Londynie oraz Monachium.
W 1994 roku wygrał konkurs na stanowisko adiunkta Uniwersytetu Opolskiego. Rok później habilitował się na Uniwersytecie Wrocławskim. W Opolu stworzył od podstaw Zakład Zoologii UO, a następnie Katedrę Biosystematyki UO. Od chwili utworzenia Instytutu Biologii i Ochrony Środowiska UO w 1996 roku, został zastępcą dyrektora tej placówki. W tym samym roku prowadził na zlecenie Ministerstwa Edukacji Narodowej badania z zakresu taksonomii oraz filogenezy w Paryskim Muzeum Przyrodniczym. W 2000 roku uzyskał tytuł profesora nauk biologicznych.
W latach 2002–2005 pełnił funkcję dziekana Wydział Przyrodniczo-Techniczny. Następnie latach 2005–2008 sprawował funkcję prorektora.
Jest autorem ponad dwustu publikacji, głównie w języku angielskim, z których ponad 30 to prace opublikowane w czasopismach z tzw. Listy filadelfijskiej.